# Rómeó vérzik (film)
A Rómeó vérzik (eredeti cím: Romeo Is Bleeding) 1993-ban bemutatott brit–amerikai neo-noir bűnügyi filmthriller, melyet Hilary Henkin forgatókönyvéből Peter Medak rendezett. A főbb szerepekben Gary Oldman, Lena Olin, Juliette Lewis és Roy Scheider látható.

## Cselekmény
Jack Grimaldit, a New York-i rendőrnyomozót csak a saját szexuális és korrupciós igényei érdeklik. Védett tanúk hollétének átjátszása a maffiának már eddig is szépen hozott a konyhájára, miközben házas emberként egy fiatal pincérnővel is viszonyt folytat. Miután egy leszámolásban több rendőrkollégája is meghal, megmozdul benne valami, hogy talán mégiscsak igen kisszerű életet él. A gyilkosságokkal gyanúsított csinos nő, Mona Demarkov azonban gyorsan az ujja köré csavarja a kiégett zsarut, ráadásul a maffiafőnök, Don Falcone utasítására pont neki kellene a nőt megölni. Grimaldi élete ettől kezdve egyre szürreálisabb, kiszámíthatatlan irányt vesz, miközben eszközzé válik Mona kezében.

## Szereplők
| Szerep           | Színész           | Magyar hang        |
| ---------------- | ----------------- | ------------------ |
| Jack Grimaldi    | Gary Oldman       | László Zsolt       |
| Mona Demarkov    | Lena Olin         | Vasvári Emese      |
| Natalie Grimaldi | Annabella Sciorra | Kiss Eszter        |
| Sheri            | Juliette Lewis    | Kisfalvi Krisztina |
| Don Falcone      | Roy Scheider      | Győri Emil         |
| Scully           | David Proval      | Borbiczki Ferenc   |
| Martie           | Will Patton       | Epres Attila       |
| Joey             | Larry Joshua      | N/A                |
| Cage             | James Cromwell    | N/A                |
| Pincér           | Wallace Wood      | N/A                |
| John             | Gene Canfield     | N/A                |
| Sal              | Michael Wincott   | Reviczky Gábor     |
| Jack ügyvédje    | Ron Perlman       | N/A                |
| Lorraine         | Julia Migenes     | N/A                |

## Fogadtatás
A kritikusok pozitívumként értékelte Gary Oldman színészi játékát, a filmet azonban túlzottan erőszakosnak és zavarosnak ítélték. Anyagilag is megbukott, miután a film költségeinek nagyjából csak a harmada térült meg az észak-amerikai mozikban.

## Fordítás
- Ez a szócikk részben vagy egészben  a   Romeo Is Bleeding című angol Wikipédia-szócikk fordításán alapul.  Az eredeti cikk szerkesztőit annak laptörténete sorolja fel. Ez a jelzés csupán a megfogalmazás eredetét és a szerzői jogokat jelzi, nem szolgál a cikkben szereplő információk forrásmegjelöléseként.